# Reneé Rapp
Reneé Mary Jane Rapp (Huntersville, 10 de janeiro de 2000) é uma cantora, compositora e atriz norte-americana. Ela ganhou reconhecimento por interpretar Regina George no musical da Broadway "Meninas Malvadas" (2019–2020). Ela reprisou o papel no filme de 2024 "Meninas Malvadas" e também contribuiu para a sua trilha sonora. Rapp também estrelou a série de comédia da Max "A Vida Sexual das Universitárias" (2021–2024).
Raneé Rapp lançou seu EP de estreia "Everything to Everyone(en)" em 2022, seguido por seu álbum de estúdio "Snow Angel(en)" em 2023.

## Biografia
Rapp nasceu em 10 de janeiro de 2000. Ela cursou o ensino médio na Hopewell High School em Huntersville, Carolina do Norte, por três anos, atuando no programa de teatro e jogando no time feminino de golfe do colégio antes de se transferir para a Northwest School of the Arts. Corey Mitchell, professor de teatro de Rapp, disse que Rapp "tem uma distinção especial... Há uma diferença quando essa habilidade vocal é combinada com emoções sinceras que podem comover um público e que literalmente podem excitar um público".
Em 2018, Rapp ganhou o prêmio de Melhor Atriz no Blumey Awards, o primeiro prêmio de teatro musical de Charlotte, por sua interpretação de Sandra na produção de sua escola do musical "Big Fish". Rapp então compareceu ao décimo Jimmy Awards anual na cidade de Nova York, onde ganhou o prêmio de "Melhor Performance de Atriz", derrotando quarenta outros concorrentes pelo prêmio. Essa vitória lhe rendeu uma bolsa de estudos de US$ 10.000. A atriz Laura Benanti, que entregou o prêmio a Rapp, disse: “Nunca estarei tão confiante quanto aquela jovem de 18 anos”. Além disso, a cobertura da New York Magazine do Jimmy Awards afirmou que Rapp "incendiou o palco" com sua performance vencedora, "levando as estrelas de Mean Girls a começarem a dormir coletivamente com um olho aberto".

## Vida pessoal
Rapp jogou golfe no ensino fundamental e médio. Ela é lésbica e atualmente está namorando a musicista Towa Bird. 

## Teatro[9]
| Ano(s)    | Produção         | Papel               | Teatro                     | Notas                        | Ref.   |
| --------- | ---------------- | ------------------- | -------------------------- | ---------------------------- | ------ |
| 2018      | Spring Awakening | Wendla              | Theatre Charlotte          |                              |        |
| 2018      | Parade           | Monteen             | Roundabout Theatre Company | Workshop                     |        |
| 2019–2020 | Mean Girls       | Regina George       | August Wilson Theatre      | Substituição da Broadway     | [ 10 ] |
| 2021      | Sisgendered      | Produtora/Ela mesma | Feinstein's/54 Below       | Concerto de apenas uma noite | [ 11 ] |

## Filmografia

### Televisão
| Ano           | Título                         | Papel                         | Notas                                                   | Ref.   |
| ------------- | ------------------------------ | ----------------------------- | ------------------------------------------------------- | ------ |
| 2021–presente | The Sex Lives of College Girls | Leighton Murray               | Papel regular (temporada 1-2); recorrente (temporada 3) | [ 12 ] |
| 2024          | Saturday Night Live            | Ela mesma / Convidada musical | Episódio: "Jacob Elordi/Reneé Rapp"                     | [ 13 ] |

### Cinema
| Ano  | Título     | Papel         | Notas | Ref.   |
| ---- | ---------- | ------------- | ----- | ------ |
| 2024 | Mean Girls | Regina George |       | [ 14 ] |

## Discografia

### Álbuns de Estúdio
| Título     | Detalhes                                                                                                  | Melhor Posição | Melhor Posição | Melhor Posição | Melhor Posição | Melhor Posição |
| Título     | Detalhes                                                                                                  | US             | AUS            | GER            | NZ             | UK             |
| ---------- | --- | -------------- | -------------- | -------------- | -------------- | -------------- |
| Snow Angel | - Lançamento: 18 de agosto de 2023 - Gravadora: Interscope - Formato: CD, LP, Download digital, streaming | 44             | 42             | 76             | 31             | 7              |

### Álbuns de trilha sonora
| Título                                                                        | Detalhes                                                                                               | Melhor Posição | Melhor Posição |
| Título                                                                        | Detalhes                                                                                               | US             | AUS            |
| ----------------------------------------------------------------------------- | --- | -------------- | -------------- |
| Mean Girls (Music from the Motion Picture) (pelo elenco de Mean Girls (2024)) | - Lançamento: 12 de janeiro de 2024 - Gravadora: Interscope - Formato: CD, download digital, streaming | 124            | 97             |

### Extended plays
| Título                 | Detalhe                                                                                                 | Melhor Posição |
| Título                 | Detalhe                                                                                                 | US Sales       |
| ---------------------- | --- | -------------- |
| Everything to Everyone | - Lançamento: 11 de Novembro de 2022 - Gravadora: Interscope - Formato: CD, download digital, streaming | 47             |

### Singles
| Título                                   | Ano  | Melhor Posição | Melhor Posição | Melhor Posição | Melhor Posição | Melhor Posição | Melhor Posição | Album                  |
| Título                                   | Ano  | US Bub.        | US Pop         | CAN            | IRE            | NZ Hot         | UK             | Album                  |
| ---------------------------------------- | ---- | -------------- | -------------- | -------------- | -------------- | -------------- | -------------- | ---------------------- |
| "Tattoos"                                | 2022 | —              | —              | —              | —              | —              | —              | —                      |
| "In the Kitchen"                         | 2022 | —              | —              | —              | —              | —              | —              | Everything to Everyone |
| "Don't Tell My Mom"                      | 2022 | —              | —              | —              | —              | —              | —              | Everything to Everyone |
| "Too Well"                               | 2022 | —              | 32             | —              | —              | 17             | —              | Everything to Everyone |
| "Snow Angel"                             | 2023 | —              | —              | —              | —              | 35             | —              | Snow Angel             |
| "Talk Too Much"                          | 2023 | —              | —              | —              | —              | —              | —              | Snow Angel             |
| "Pretty Girls"                           | 2023 | —              | —              | —              | —              | 30             | —              | Snow Angel             |
| "Tummy Hurts" (com Coco Jones)           | 2023 | —              | —              | —              | —              | —              | —              | Snow Angel             |
| "Not My Fault" (com Megan Thee Stallion) | 2023 | 2              | 12             | 82             | 54             | 8              | 61             | Mean Girls             |

### Outras músicas
| Título                                    | Ano  | Melhor Posição | Álbum      |
| Título                                    | Ano  | NZ Hot         | Álbum      |
| ----------------------------------------- | ---- | -------------- | ---------- |
| "World Burn" (com o elenco de Mean Girls) | 2024 | 34             | Mean Girls |

## Turnês
- Everything to Everyone Tour (2022)[33][34]
- Snow Hard Feelings Tour (2023–2024)[35][36]

## Prêmios e indicações
| Ano  | Cerimônia                       | Categoria                       | Obra             | Resultado | Ref.   |
| ---- | ------------------------------- | ------------------------------- | ---------------- | --------- | ------ |
| 2018 | BroadwayWorld Charlotte Awards  | Melhor Atriz em Musical (local) | Spring Awakening | Indicada  | [ 37 ] |
| 2018 | Jimmy Award                     | Melhor Performance de uma Atriz | Big Fish         | Venceu    | [ 38 ] |
| 2023 | MTV Video Music Awards          | Melhor Novo Artista             | Ela mesma        | Indicada  | [ 39 ] |
| 2023 | MTV Video Music Awards          | PUSH Performance do Ano         | "Colorado"       | Indicada  | [ 39 ] |
| 2024 | GLAAD Media Awards              | Excelente Artista Musical       | Ela mesma        | Venceu    | [ 40 ] |
| 2024 | Nickelodeon Kids' Choice Awards | Vilã Favorita                   | Mean Girls       | Indicada  | [ 41 ] |
| 2024 | Nickelodeon Kids' Choice Awards | Artista Revelação Favorito      | Ela mesma        | Venceu    | [ 41 ] |